# UMI☆KUUN
うみくん（1988年12月17日 - ）は、日本のシンガーソングライター、YouTuber。YouTubeの登録名は「Umi Kun」。ロックバンドNormCoreのボーカル。

## 略歴
東京音楽大学声楽科を卒業。教育職員免許状を取得している。
2014年4月にニコニコ動画に「Let It Go」を歌唱した動画を初投稿し、カテゴリーランキング2位を獲得。同時期にYouTubeにも投稿を開始し、2021年2月現在、チャンネル登録者44万人、総再生回数1億回を突破している。
2015年2月にオリジナル曲「ありがとう またね」で配信デビュー。
同年7月にフランスで開催された文化イベント「Japan Expo 2015」でオフィシャルレポーターを務め、8月にタイ王国バンコクで行われたイベント「Tokyo Crazy Kawaii Bangkok」で広報宣伝部長を務める。
同年10月に、TVアニメ『ヤング ブラック・ジャック』のオープニングテーマ曲「I am Just Feeling Alive」の歌唱、作詞を行い（作曲・編曲:徳永暁人）、1stシングルとしてビーイングからリリースされた。11月に開催されたシングル発売イベントでは松井咲子、渡邊達徳と共演している。
2017年、東京音楽大学在学中から親交のあったヴァイオリニストの渡邊達徳とクラシックギターの北田奈津子を誘い、シンフォニックロックバンドNormCoreを結成。別名義「Fümi」としてあらためてビーイングより11月22日にメジャーデビューした。これまでにアニメ『名探偵コナン』オープニングテーマ、『デュエル・マスターズ！』エンディングテーマ等を担当。

## ディスコグラフィ

### シングル（UMI☆KUUN名義）
|     | 発売日         | タイトル                |
| --- | -------------- | ----------------------- |
| 1st | 2015年10月28日 | I am Just Feeling Alive |

### アルバム（うみくん名義）
|                | 発売日         | タイトル |
| -------------- | -------------- | --- |
| 1st            | 2021年12月18日 | 空っぽのメロディー                                                                                            |
| ボカロ         | 2022年7月18日  | 君が生きた夏                                                                                                  |
| ベストアルバム | 2022年10月19日 | 【ボカロ曲を原キーで】高音厨で有名な総再生数1億超えのうみくんがベストアルバムを出した件について【歌ってみた】 |

### シングル（うみくん名義）
|     | 発売日         | タイトル       |
| --- | -------------- | -------------- |
| 1st | 2021年6月5日   | ヘイターガール |
| 2nd | 2021年7月22日  | ONE            |
| 3rd | 2021年10月24日 | カメレオン     |

### 配信シングル（うみくん名義）
|     | 発売日         | タイトル                     |
| --- | -------------- | ---------------------------- |
| 1st | 2020年7月23日  | アンスラサイト               |
| 2nd | 2020年12月17日 | 此処に咲く花                 |
| 3rd | 2021年11月8日  | ダウナーボーイ -Umikun ver.- |
| 4th | 2023年2月27日  | キミの顔がスキ               |
| 5th | 2023年3月31日  | おきばりやす                 |

## 出演

### Web番組
- GACKTと一緒に家呑み！！（2021年1月23日）
- SUPERSONIC 2021 Watch Party（2021年9月19日）

### ラジオ
- うみくんレディオ（2015年 - 2016年、アニメイトタイムズ）[7]
- NormCoreの日曜も夜ふかし〜コアラジ〜（2019年1月6日 - 、FM-FUJI）
- Spoonの次世代プロジェクト「Next Radio Star」（2024年8月9日 -、Spoon）[8]- 「うみくんpresents歌い手になりたいあなたへ」見本番組DJとして参加

### Webアニメ
- こぎみゅん（2017年）[9]

### イベント
- a-nation online 2020 Purple Stage（2020年）
- LIVE EMPOWER CHILDREN 2021 supported by Aflac（2021年）
- 千本桜 10th Anniversary Festival 大胆不敵なハイカラ革命 in 舞浜アンフィシアター（2021年）
- うみくんピアノLIVE - 渡邊達徳と共演（2022年）
- 超パーティー2022（2022年）
- 【うみくん】高音厨で有名なうみくんがボカロ歌いまくるライブ／数曲キー下げるけど許してちょんまげ【生誕祭】#略してうみくんライブ（2022年）
- ニコニコ超会議2023 歌ってみた Collection 〜2023 Spring〜（2023年）